# Miombocistikola
Miombocistikola (Cisticola woosnami) är en fågel i familjen cistikolor inom ordningen tättingar. Den förekommer i savann i delar av Centralafrika.

## Utseende och läte
Miombocistikolan är en rätt stor och enfärgad cistikola. Noterbart är roströd hjässa, ljus undersida och två band tvärs över stjärtspetsen, ett ljust och ett svart. Arten är rätt lik visselcistikolan, men utmärker sig genom den roströda hjässan. Sången är karakteristisk, en stigande ljus drill. Lätet är ett upprört och upprepat "chit".

## Utbredning och systematik
Miombocistikola delas in i två underarter med följande utbredning:
- Cisticola woosnami woosnami – nordöstra Kongo-Kinshasa till Uganda, Burundi och norra Tanzania (i söder till Iringa)
- Cisticola woosnami lufira –  sydvästra Tanzania (Kigoma och Rukwa)

### Familjetillhörighet
Cistikolorna behandlades tidigare som en del av den stora familjen sångare (Sylviidae). Genetiska studier har dock visat att sångarna inte är varandras närmaste släktingar. Istället är de en del av en klad som även omfattar timalior, lärkor, bulbyler, stjärtmesar och svalor. Idag delas därför Sylviidae upp i ett antal familjer, däribland Cisticolidae.

## Levnadssätt
Miombocistikolan hittas i olika savannbiotoper, även miombo. Sången framförs från en synlig sittplats.

## Status
Arten har ett stort utbredningsområde och beståndet anses vara stabilt. Internationella naturvårdsunionen IUCN listar den därför som livskraftig (LC).

## Namn
Miombo kallas en skogs- och savanntyp som domineras av trädsläktet Brachystegia och som återfinns i södra Centralafrika. Fågelns vetenskapliga artnamn hedrar Richard Bowen Woosnam (1880–1915), major i British Army i Sydafrika och Dardanellerna men även upptäcktsresande och samlare av specimen i tropiska Afrika och Mellanöstern.

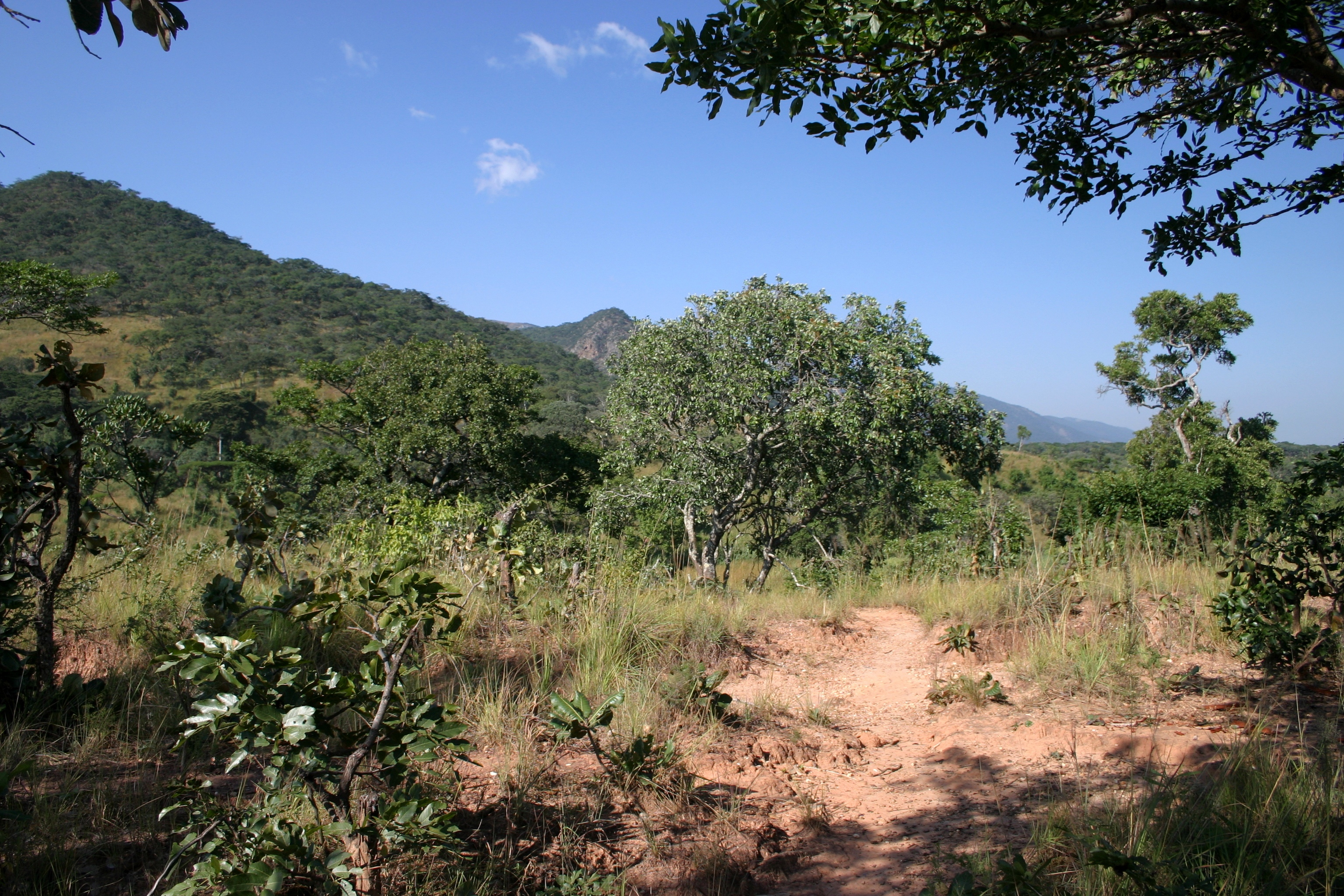
Fågeln är uppkallad efter skogstypen miombo där den förekommer.

Cistikola är en försvenskning av det vetenskapliga släktesnamnet Cisticola som betyder "cistroslevande".